# رينغيلزبيش
رينغيلزبيش (بالإنجليزية: Ringelspitz)‏ هو أحد جبال سلسلة جبال الألب غلاروس ويقع في كانتون غراوبوندن/كانتون سانت غالن في سويسرا. يحتل المرتبة رقم 113 في قائمة جبال سويسرا من حيث الارتفاع، إذ يبلغ ارتفاعه حوالي 3247 متر، بينما يبلغ ارتفاع نتوء الجبل 843 متر، هذا وقد سجل أول وصول لقمة الجبل عام 1865.